# Robert Reed
Pour les articles homonymes, voir Robert Reed (homonymie) et Reed.
Robert Reed, de son vrai nom John Robert Rietz, Jr., est un acteur américain né le 19 octobre 1932 à Highland Park, Illinois (États-Unis), et décédé le 12 mai 1992 à Pasadena, Californie (États-Unis).
Il a également réalisé quelques séries télévisées américaines.

## Biographie
Fragilisé par le VIH, l'acteur est décédé d'un cancer du côlon le 12 mai 1992.

## Filmographie

### comme acteur
- 1957 : La Blonde ou la Rousse (Pal Joey) : Boy Friend
- 1958 : Flammes sur l'Asie (The Hunters) : Jackson
- 1961 : Rocket Attack U.S.A.
- 1961 : Bloodlust! : Johnny Randall
- 1961 : Les Accusés ("The Defenders") (série télévisée) : Kenneth Preston
- 1966 : Operation Razzle-Dazzle (TV) : Lieutenant John Leahy
- 1967 : Que vienne la nuit (Hurry Sundown) d'Otto Preminger : Lars Finchley
- 1967 : Li'l Abner (TV) : Senator Cod
- 1968/1975 série TV Mannix "lieutenant Adam TOBIAS dans de nombreux épisodes "
- 1968 : Journey Into Darkness : Hank Prentiss (épisode 'The New People')
- 1968 : Star! : Charles Fraser
- 1969 : The Maltese Bippy : Police Lt. Tim Crane
- 1971 : The City (TV) : Sealy Graham
- 1972 : Assignment: Munich (TV) : Doug Mitchell 'Mitch'
- 1972 : Haunts of the Very Rich (en) (TV) : Reverend John Fellows
- 1973 : The World of Sid & Marty Krofft at the Hollywood Bowl (TV) : Audience member
- 1973 : Snatched (TV) : Frank McCloy
- 1973 : Intertect (TV) : Blake Hollister
- 1973 : The Man Who Could Talk to Kids (TV) : Tom Lassiter
- 1974 : Pray for the Wildcats (TV) : Paul McIlvian
- 1975 : The Secret Night Caller (TV) : Freddy Durant
- 1976 : Le Riche et le Pauvre ("Rich Man, Poor Man") (feuilleton TV) : Teddy Boylan
- 1976 : Law and Order (TV) : Aaron Levine
- 1976 : Lanigan's Rabbi (TV) : Morton Galen
- 1976 : Cauchemar au pénitencier (en) (Nightmare in Badham County) (TV) : Supt. Dancer
- 1976 : L'Enfant bulle (The Boy in the Plastic Bubble) de Randal Kleiser (TV) : Johnny Lubitch
- 1976 : Revenge for a Rape (TV) : Shériff Paley
- 1977 : Kit Carson et les montagnards (Kit Carson and the Mountain Men) (TV) : Capitaine John C. Fremont
- 1977 : The Love Boat II (TV) : Stephen Palmer
- 1977 : Racines ("Roots") (feuilleton TV) : Dr William Reynolds
- 1977 : SST: Death Flight (TV) : Capt. Jim Walsh
- 1977 : The Hunted Lady (TV) : Dr. Arthur Sills
- 1978 : Thou Shalt Not Commit Adultery (TV) : Jack Kimball
- 1978 : Bud and Lou (TV) : Alan Randall
- 1978 : The Runaways (en) (série télévisée) : David McKay (1978)
- 1979 : Mandrake (TV) : Arkadian
- 1979 : Love's Savage Fury (TV) : Commander Marston
- 1979 : The Seekers (TV) : Daniel Clapper
- 1980 : Conquest of the Earth (TV) : Dr Donald Mortinson
- 1980 : Scrupules ("Scruples") (feuilleton TV) : Josh Hillman
- 1980 : Nurse (TV) : Dr Kenneth Rose
- 1980 : Casino (TV) : Darius
- 1981 : The Brady Girls Get Married (TV) : Michael Paul "Mike" Brady
- 1981 : Nurse (série télévisée) : Dr. Adam Rose
- 1981 : Meurtre d'une créature de rêve (Death of a Centerfold: The Dorothy Stratten Story) (TV) : David Palmer
- 1982 : Between Two Loves (TV)
- 1985 : International Airport (TV) : Carl Roberts
- 1986 : C'est déjà demain ("Search for Tomorrow") (série télévisée) : Lloyd Kendall
- 1988 : A Very Brady Christmas (TV) : Mike Brady
- 1991 : Prime Target : Agent Harrington

### comme réalisateur
- 1972 : Pardon My Genie (série télévisée)
- 1979 : Quincy's Quest
- 1988 : Singles (série télévisée)